# Jenő Fuchs
Jenő Fuchs (Budapest, 29 ottobre 1882 – Budapest, 14 marzo 1955) è stato uno schermidore ungherese, vincitore di quattro medaglie d'oro nella scherma ai giochi olimpici.